# Basalys cymocles
Basalys cymocles är en stekelart som beskrevs av Nixon 1980. Basalys cymocles ingår i släktet Basalys, och familjen hyllhornsteklar. Arten är reproducerande i Sverige.